# Mahmud Sami Ramazanoglu
Mahmud Sami, né en 1892 à Adana et mort le 12 février 1984 à Médine en Arabie saoudite, est une personnalité religieuse musulmane.

## Biographie
Mahmud Sami est issu d’une ascendance remontant jusqu’au compagnon du prophète, Khalid ibn Walid, connu pour son célèbre courage et ses tactiques militaires. Il est l’un des grands savants musulmans turcs du XXe siècle, connu pour sa science religieuse (sciences des exégèses, des hadiths, sciences spirituelles…).[réf. nécessaire]
Il était connu pour être quelqu’un de très généreux, plein de compassions avec les autres et son humilité. Plusieurs anecdotes sont rapportées par des membres de sa famille et ses élèves.

## Œuvres
Ce shaykh a écrit plusieurs livres qui furent imprimés et publiés parmi lesquels :
- Hadrat Ibrâhîm (Abraham)
- Hadrat Yûsûf (Joseph)
- Hadrat Yûnus et Hûd (Jonas et Houd)
- La bataille de Badr et le commentaire de la sourate al-Anfâl
- La bataille d’Uhud
- La bataille de Tâbûk
- Hadrat Abû Bakr
- Hadrat ‘Umar
- Hadrat ‘Uthman
- Hadrat ‘Ali
- Hadrat Khâlid ibn al-Walîd
- Les Compagnons du Prophète (en deux volumes)
- Conversations soufies (1-6)
- L’homme honoré
- Commentaire de la sourate al-Fatiha
- Commentaire de la sourate al-Baqara
- Supplications et litanies[3]

Il laissa aussi d’importantes notes qui ne furent pas encore publiées. Il désirait ardemment qu’elles le soient puisqu’elles traitent des problèmes contemporains rencontrés par l’humanité.